# Колесо фортуны (фильм)
«Колесо фортуны» (англ. Cookie's Fortune) — трагикомедия, снятая режиссёром Робертом Олтменом в 1999 году.
Фильм входил в конкурсную программу 49-го Берлинского международного кинофестиваля в феврале 1999 года.

## Сюжет
Действие происходит в небольшом американском городке Холли-Спрингс в Миссисипи. Пожилая вдова Джуэл Мэй Оркатт, по прозвищу Куки (печеньице) кончает жизнь самоубийством. На следующий день Джуэл обнаруживают её племянницы — эксцентричная Камилла Диксон и её глуповатая младшая сестра Кора. Камилла решает представить дело так, что это было убийство, чтобы не испортить, по её мнению, репутацию семьи, ибо «только сумасшедшие люди совершают самоубийство». Они уничтожают предсмертную записку Джуэл и подозрение в убийстве падает на Уиллиса Ричланда, друга Джуэл, который как раз чистил коллекцию пистолетов у неё накануне. В город приезжает детектив Отис Такер и начинает расследовать это дело. Шериф Лестер Бойл вынужден арестовать Уиллиса.

## В ролях
- Гленн Клоуз — Камилла Диксон
- Джулианна Мур — Кора Дюваль, сестра Камиллы
- Лив Тайлер — Эмма Дюваль, дочь Коры
- Крис О’Доннелл — Джейсон Браун, полицейский
- Нед Битти — шериф Лестер Бойл
- Кортни Б. Вэнс — детектив Отис Такер
- Чарльз Даттон — Уиллис Ричленд
- Патриция Нил — Джуэл Мэй «Куки» Оркатт
- Дональд Моффет — Джек Палмер, сосед Джуэл
- Лайл Ловетт — Мэнни Худ, друг Эммы
- Ниси Нэш — Ванда Картер, полицейская
- Руфус Томас — Тео Джонсон